# Lijn van de troonopvolging van Saksen-Coburg en Gotha

 Huidig familiehoofd: Andreas prins van Saksen-Coburg en Gotha (1943), titulair hertog van Saksen-Coburg en Gotha

Frans → Ernst I → Albert → hertog Leopold van Albany → hertog Karel Eduard van Albany → Frederik Jozias
- Hubertus van Saksen-Coburg en Gotha (1975)
- Alexander van Saksen-Coburg en Gotha (1977)
- Adrian van Saksen-Coburg en Gotha (1955)
- Simon Coburg (1985) - maakt aanspraak op de titel Prins van Saksen-Coburg en Gotha
- Daniel Coburg (1988) - maakt aanspraak op de titel Prins van Saksen-Coburg en Gotha

Frans → Ferdinand → August → Augustus → Augustus Leopold → Philips Jozias
- Philipp August Ferdinand van Saksen-Coburg en Gotha (1944) - oorspronkelijk morganatisch
- Maximilian van Saksen-Coburg en Gotha (1972) - oorspronkelijk morganatisch
- Alexander Ernst of Saxe-Coburg and Gotha (1978) - oorspronkelijk morganatisch

Frans → Ferdinand → August → Ferdinand I van Bulgarije → Boris III van Bulgarije
- Tsaar Simeon II van Bulgarije (1937) - heersende tsaar van Bulgarije tussen 1943 en 1946
- Kardam van Bulgarije, Prins van Turnovo (1962)
- Boris van Bulgarije (1997)
- Beltran van Bulgarije (1999)
- Kyril van Bulgarije, Prins van Preslav (1964)
- Tassilo van Bulgarije (2002)
- Kubrat van Bulgarije, Prins van Panagyurishte (1965)
- Mirko van Bulgarije (1995)
- Lukás van Bulgarije (1997)
- Tirso van Bulgarije (2002)
- Konstantin-Assen van Bulgarije, Prins van Vidin (1967)
- Umberto van Bulgarije (1999)

Frans → Leopold I van België → Filips → Albert I van België → Leopold III van België
- Koning Albert II van België (1934)
- Koning Filip van België (1960)
- Prinses Elisabeth van België (2001)
- Prins Gabriël van België (2003)
- Prins Emmanuel van België (2005)
- Prinses Eléonore van België (2008)
- Prinses Astrid van België (1962)
- Prins Amedeo Van België (1986
- Aartshertogin Anna-Astrid van Oostenrijk-Este (2016)
- Aartshertog Maximilian van Oostenrijk-Este (2019)
- Prinses Maria-Laura (1988)
- Prins Joachim (1991)
- Prinses Luisa Maria (1995)
- Prinses Laetitia Maria (2003)
- Prins Laurent (1963)
- Prinses Louise (2004)
- Prins Nicolas (2005)
- Prins Aymeric (2005)